# ماریکروز اولیویه
ماریکروز اولیویه (انگلیسی: Maricruz Olivier; ۱۹ سپتامبر ۱۹۳۴ – ۱۰ اکتبر ۱۹۸۴) بازیگر، بازیگر تلویزیون، بازیگر سینما، و بازیگر تئاتر اهل مکزیک بود.